# Jhon Chaverra Mendoza
 Jhon Chaverra Mendoza  (Bogotá; 24 de enero de 1993) es un futbolista Colombiano. Juega de Defensa y su equipo actual es el Fortaleza de la Categoría Primera B colombiana. Ha sido Selección Bogotá en varias temporadas.

## Clubes
| Club                   | País     | Año           | Partidos | Goles |
| ---------------------- | -------- | ------------- | -------- | ----- |
| Independiente Santa Fe | Colombia | 2012 - 2013   | 3        | 0     |
| Tigres de Soacha       | Colombia | 2014 - 2015   | 41       | 1     |
| Club Llaneros          | Colombia | 2016          | 16       | 0     |
| Real Cartagena         | Colombia | 2017          | 3        | 0     |
| Fortaleza              | Colombia | 2020-presente | 0        | 0     |

## Palmarés

### Campeonatos nacionales
| Título                | Club     | País     | Año  |
| --------------------- | -------- | -------- | ---- |
| Torneo Apertura       | Santa Fe | Colombia | 2012 |
| Superliga de Colombia | Santa Fe | Colombia | 2013 |